# Mens sana in corpore sano
Mens sana in corpore sano – słynna łacińska sentencja tłumaczona w języku polskim jako "W zdrowym ciele zdrowy duch".

## Historia
Fraza znana jest także w języku greckim "Νοῦς ὑγιὴς ἐν σώματι ὑγιεῖ" i często błędnie przypisywana greckiemu filozofowi Talesowi (zob. też kalokagatia). Została ona jednak użyta w satyrach rzymskiego poety Juwenalisa we fragmencie:
| Tekst po łacinie: orandum est ut sit mens sana in corpore sano. fortem posce animum mortis terrore carentem, qui spatium vitae extremum inter munera ponat naturae, qui ferre queat quoscumque labores, nesciat irasci, cupiat nihil et potiores Herculis aerumnas credat saevosque labores et venere et cenis et pluma Sardanapalli. monstro quod ipse tibi possis dare; semita certe tranquillae per virtutem patet unica vitae. – Juwenalis (10.356-64) |

## Użycie
Sentencji używało wiele organizacji sportowych na całym świecie. W Polsce stanowi motto Polskiego Towarzystwa Gimnastycznego „Sokół”.